# Heckler & Koch G28
El Heckler & Koch G28 (Gewehr Model 28), conocido también como HK 417 o M110A1 CSASS, es un fusil de francotirador semiautomático del calibre 7,62 fabricado por la empresa alemana Heckler & Koch. Diseñado a partir de la experiencia del Bundeswehr en Afganistán, fue fabricado para sustituir al HK MR308, que a su vez se hizo para reemplazar al HK 417. 

## Características[2]
El G28 cuenta con una precisión de 1,5 MOA con 10 rondas de munición de precisión a 100 metros y cuenta con cargadores transparentes de 10 o 20 cartuchos del 7,62 x 51 OTAN. Su peso en su versión estándar, sin accesorios y descargado es de 5,8 Kg. El rifle, en su versión estándar, está equipado con un cañón flotante de 16,5" fabricado mediante martillado en frío. Cuenta con un cajón de mecanismos de aluminio y controles totalmente ambidiestros. El G28, en su versión estándar, viene equipado con:
- Una mira telescópica con aumentos 3-20x50 PMII Ultra Short de Schmidt & Bender.
- En la parte superior de la mira telescópica viene montada una mira Aimpoint Micro T-1 para combate a distancias menores a los 100 metros.
- Un bípode Harris, opcional.
- Un riel M-LOK en el guardamanos.
- Un supresor SRM6 de OSS, opcional.
- Una culata plegable con carrillera ajustable.

## Variantes[3]
- G28 Patrol: Variante más corta, más ligera y con una mira telescópica 1-8x24, también de Schimdt & Bender.
- G28Z: Variante civil del G28 cargada con el cartucho .308 Winchester.

## Usuarios
- España, Fuerzas Armadas.
- Alemania, utilizado por el Bundeswehr.
- Ejército de los Estados Unidos.
- Portugal, utilizado por el FOE.